# 2007年旧金山国际机场跑道入侵事件
2007年旧金山国际机场跑道入侵事件于2007年5月26日十三时三十六分（PDT）发生，事件中天西航空（以联航快运名义运营）574号航班（当时使用1L跑道，机型为巴西航空工业EMB 120型涡桨飞机），在跑道交错处险些与共和航空（以边疆航空名义运营）的4912航班（当时使用28R跑道，机型为巴西航空工业EMB 170支线客机）相撞。
事件中无人受伤，两架飞机也没有损坏（p. 6）。美国联邦航空管理局官员将这宗跑道入侵事件描述为至少十年来此类事件中最严重的一起，国家运输安全委员会对此事件进行了调查。

## 事件经过

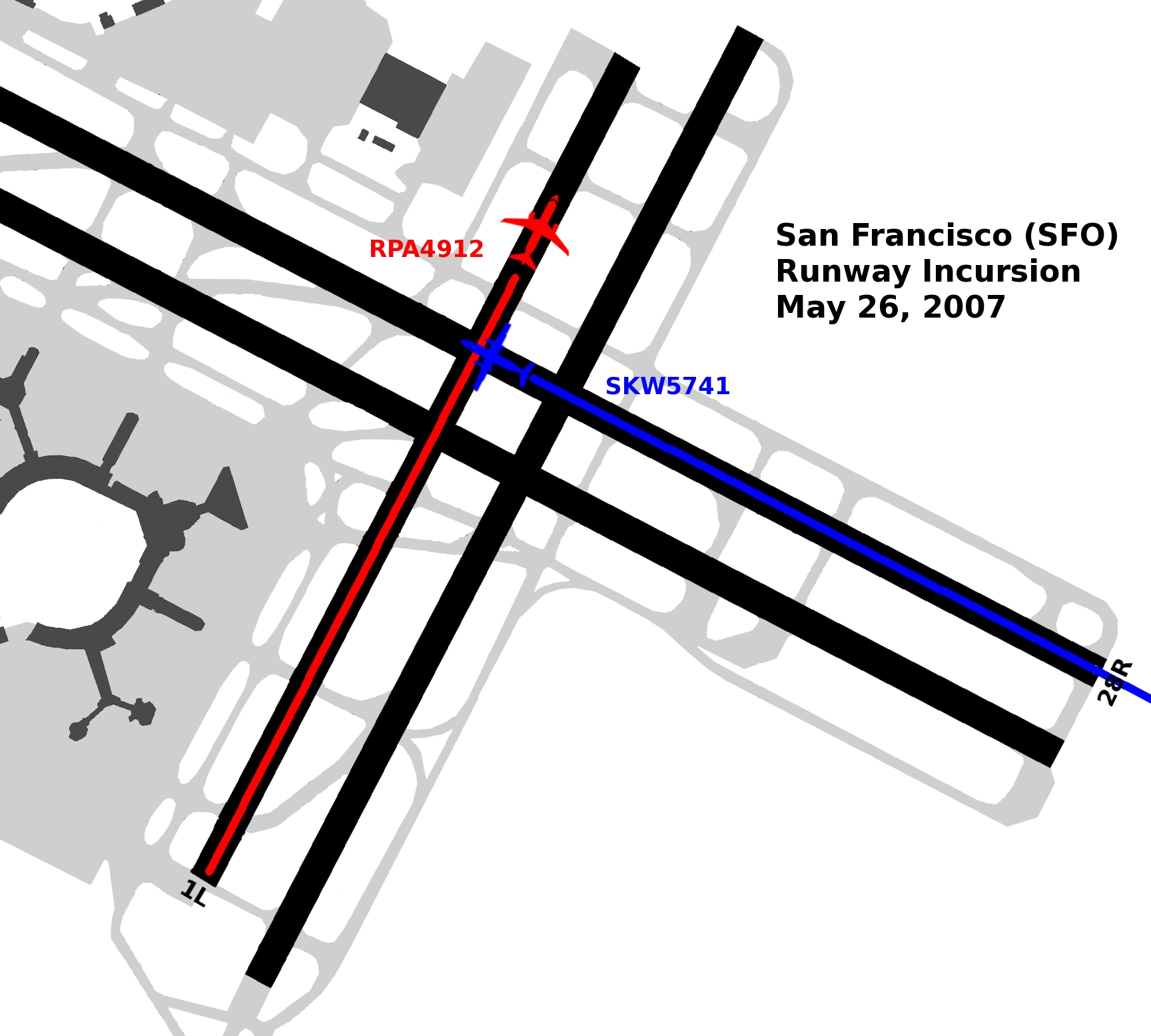
旧金山机场跑道配置的可视化表示。图中喷气机的起飞路径以红色显示，而涡轮螺旋桨飞机的着陆路径则以蓝色显示

天西航空的客机从加利福尼亚州莫德斯托离港后抵达旧金山机场，并获准在使用28R跑道着陆。与此同时，准备飞往洛杉矶的共和航空客机被指示滑行到位并在与前者相交的1L跑道上等待起飞许可。当天西航空的客机进入跑道入口时，共和航空的客机获准起飞（p. 3）。根据进场规定和联邦航空管理局7110.65号令，航管被要求等到着陆的飞机通过跑道交叉处后，才允许飞机在其中一条相交跑道上起飞。
约27秒钟后，机场活动区安全系统发出了即将发生碰撞的声音警告，当地管制员指示天西航空的客机尽快制动，并传达指令：“呃，天……天西呃……五拐四幺，停住！停住！停住！”（英語："uh, sky-, skywest uhh fifty seven forty one HOLD HOLD HOLD."）天西的飞机停在1L 和 28R 跑道的交汇处，而共和航空的飞机在此时起飞并飞越了它。美国联邦航空局最初的塔台报告估计飞机距交叉处约300英尺（91） ，但天西方面推测飞机距交叉处有30英尺（9.1米）至50英尺（15米）。

## 调查
美国联邦航空管理局将该事件归类为A类跑道入侵事件，为最严重等级。 A类跑道入侵是指“距离减少，涉事人员采取极端行动勉强避免碰撞，或造成撞机”的事件。在2001年至2007年之间旧金山国际机场之前的15次跑道入侵时间中，没有一个超过C类，而C类跑道入侵被定义为“距离减少，但有足够的时间和距离来防止飞机相撞。”
国家运输安全委员会发言人泰德·洛帕特凯维奇在评论事件的严重性时指出，“我们每年可能只调查少数（入侵）事件。”NTSB的调查于2007年11月结束，原因被归咎到管制员未能在两架飞机之间提供足够的间隔（p. 6）（p. 2）。美国联邦航空局发言人伊恩·格雷戈尔表示“此事件并非不是程序问题，这是因一位经验丰富的优秀管制员的失误而导致，”并补充道，事后这位拥有20多年经验的管制员重新获得了航管执照。

## 旧金山机场和机场活动区安全系统
跑道安全和防止跑道侵入一直是FAA和NTSB的优先处理事项；自1990年以来，它一直位列NTSB的年度“需求量最大的改进”名单上。
机场活动区安全系统是一种机场监视雷达系统，旨在检测潜在的跑道冲突并警告航管。FAA选择在旧金山机场试点该设施，该系统于2001年6月开始运行，然后在推广到全美四十余处机场。机场活动区安全系统旨在在飞机到达冲突点前十五秒发出警报。事发时该系统按照原始设计运行，尽管它没有及时发出警报以阻止该事件。NTSB认为机场活动区安全系统尚不足以阻止跑道入侵事件的发生。

## 后续
事后，N872RW仍在使用，后转手达美快运。而涉事的EMB-120随后将注册号变更为N957M并转让给梅纳德公司。飞机于2018年被封存。